# Irán az 1996. évi nyári olimpiai játékokon
Irán az egyesült államokbeli Atlantában megrendezett 1996. évi nyári olimpiai játékok egyik részt vevő nemzete volt. Az országot az olimpián 6 sportágban 18 sportoló képviselte, akik összesen 3 érmet szereztek.

## Érmesek
| Érem  | Versenyző                | Sportág  | Versenyszám         |
| ----- | ------------------------ | -------- | ------------------- |
| Arany | Rasoul Khadem Azgadhi    | Birkózás | Szabadfogás, 90 kg  |
| Ezüst | Abbas Jadidi             | Birkózás | Szabadfogás, 100 kg |
| Bronz | Amir Reza Khadem Azgadhi | Birkózás | Szabadfogás, 82 kg  |

## Atlétika
Férfi
| Versenyző           | Versenyszám | Előfutam | Előfutam | Előfutam | Döntő   | Döntő    |
| Versenyző           | Versenyszám | Idő      | Hely.    | Össz.    | Idő     | Helyezés |
| ------------------- | ----------- | -------- | -------- | -------- | ------- | -------- |
| Sayed Hamid Sajjadi | 10 000 m    | 29:22,65 | 20.      | 35.      | kiesett | kiesett  |

## Birkózás
Kötöttfogású
| Versenyző   | Versenyszám | 32-es főtábla               | Nyolcaddöntő      | Negyeddöntő       | Elődöntő          | Vigaszág 2. kör   | Vigaszág 3. kör            | Vigaszág 4. kör               | Vigaszág 5. kör   | Vigaszág 6. kör   | Bronz- mérkőzés   | Döntő             | Helyezés |
| Versenyző   | Versenyszám | Ellenfél Eredmény           | Ellenfél Eredmény | Ellenfél Eredmény | Ellenfél Eredmény | Ellenfél Eredmény | Ellenfél Eredmény          | Ellenfél Eredmény             | Ellenfél Eredmény | Ellenfél Eredmény | Ellenfél Eredmény | Ellenfél Eredmény | Helyezés |
| ----------- | ----------- | --------------------------- | ----------------- | ----------------- | ----------------- | ----------------- | -------------------------- | ----------------------------- | ----------------- | ----------------- | ----------------- | ----------------- | -------- |
| Ahad Pazach | 62 kg       | Juan Luis Marén (CUB) · 2–5 |                   |                   |                   | erőnyerő          | Ihar Pjatrenka (BLR) · 6–2 | Mehmet Akif Pirim (TUR) · 0–4 | kiesett           | kiesett           | kiesett           |                   | 11.      |

Szabadfogású
| Versenyző                | Versenyszám | 32-es főtábla                     | Nyolcaddöntő                  | Negyeddöntő       | Elődöntő                          | Vigaszág 2. kör                | Vigaszág 3. kör               | Vigaszág 4. kör                     | Vigaszág 5. kör                | Vigaszág 6. kör                | Bronz- mérkőzés                            | Döntő                         | Helyezés |
| Versenyző                | Versenyszám | Ellenfél Eredmény                 | Ellenfél Eredmény             | Ellenfél Eredmény | Ellenfél Eredmény                 | Ellenfél Eredmény              | Ellenfél Eredmény             | Ellenfél Eredmény                   | Ellenfél Eredmény              | Ellenfél Eredmény              | Ellenfél Eredmény                          | Ellenfél Eredmény             | Helyezés |
| ------------------------ | ----------- | --------------------------------- | ----------------------------- | ----------------- | --------------------------------- | ------------------------------ | ----------------------------- | ----------------------------------- | ------------------------------ | ------------------------------ | ------------------------------------------ | ----------------------------- | -------- |
| Gholam Reza Mohammadi    | 52 kg       | Carlos Varela (CUB) · 4–0         | David Legrand (FRA) · 5–0     | erőnyerő          | Namiq Abdullayev (AZE) · 0–10     |                                |                               |                                     |                                | Csecsen-Ool Mongus (RUS) · 1–3 | Az 5. helyért · Metin Topaktaş (TUR) · 4–2 |                               | 5.       |
| Mohammad Talaei          | 57 kg       | Arif Abdullayev (AZE) · 4–1       | Aljakszandr Huzav (BLR) · 3–5 |                   |                                   |                                | Alejandro Puerto (CUB) · 5–0  | Bagautgyin Umahanov (RUS) · 1–0     | Damir Zakhartdinov (UZB) · 4–2 | I Jongszam (PRK) · 0–4         | Az 5. helyért · Saban Trsztena (MKD) · 3–4 |                               | 6.       |
| Abbas Haj Kenari         | 62 kg       | Tom Brands (USA) · 0–3            |                               |                   |                                   |                                | Anibál Nieves (PUR) · 3–8     | kiesett                             | kiesett                        | kiesett                        | kiesett                                    |                               | 19.      |
| Akbar Fallah             | 68 kg       | Arsen Fadzayev (UZB) · 2–2        |                               |                   |                                   | Ibo Oziti (NGR) · 1–0          | Richard Weiss (AUS) · 5–0     | Yosvany Sánchez (CUB) · 1–3         | kiesett                        | kiesett                        | kiesett                                    |                               | 10.      |
| Eisa Momeni              | 74 kg       | Buvajszar Szajtyijev (RUS) · 0–8  |                               |                   |                                   | Lázarosz Loizídisz (GRE) · 3–0 | Alberto Rodríguez (CUB) · 1–4 | kiesett                             | kiesett                        | kiesett                        | kiesett                                    |                               | 16.      |
| Amir Reza Khadem Azgadhi | 82 kg       | Avtandil Gogolishvili (GEO) · 3–0 | Ruslan Khinchagov (UZB) · 1–0 | erőnyerő          | Hadzsimurat Magomedov (RUS) · 0–4 |                                |                               |                                     |                                | Mogamed Ibragimov (AZE) · 3–0  | Sebahattin Öztürk (TUR) · 0–0              |                               |          |
| Rasoul Khadem Azgadhi    | 90 kg       | Victor Kodei (NGR) · 6–1          | Iszlam Bajramukov (KAZ) · 4–3 | erőnyerő          | Dzsambolat Tedejev (UKR) · 3–0    |                                |                               |                                     |                                |                                |                                            | Maharbek Hadarcev (RUS) · 3–0 |          |
| Abbas Jadidi             | 100 kg      | Davud Məhəmmədov (AZE) · 4–0      | Leri Habelovi (RUS) · 4–0     | erőnyerő          | Marek Garmulewicz (POL) · 4–1     |                                |                               |                                     |                                |                                |                                            | Kurt Angle (USA) · 1–1        |          |
| Ibrahim Mehraban         | 130 kg      | Amarjit Singh (GBR) · 6–2         | Gombos Zsolt (HUN) · 0–3      |                   |                                   |                                |                               | Alekszandr Kovalevszkij (KGZ) · 2–3 | kiesett                        | kiesett                        | kiesett                                    |                               | 12.      |

## Cselgáncs
Férfi
| Versenyző  | Versenyszám | Selejtező              | 32-es főtábla                           | Nyolcaddöntő      | Negyeddöntő       | Elődöntő          | Vigaszág első kör        | Vigaszág negyeddöntő   | Vigaszág elődöntő | Bronz- mérkőzés   | Döntő             | Helyezés |
| Versenyző  | Versenyszám | Ellenfél Eredmény      | Ellenfél Eredmény                       | Ellenfél Eredmény | Ellenfél Eredmény | Ellenfél Eredmény | Ellenfél Eredmény        | Ellenfél Eredmény      | Ellenfél Eredmény | Ellenfél Eredmény | Ellenfél Eredmény | Helyezés |
| ---------- | ----------- | ---------------------- | --------------------------------------- | ----------------- | ----------------- | ----------------- | ------------------------ | ---------------------- | ----------------- | ----------------- | ----------------- | -------- |
| Amir Ghomi | Könnyűsúly  | Henry Núñez (CRC) · GY | Kvak Teszong (Gwak Dae-Seong) (KOR) · V |                   |                   |                   | David Kouassi (CIV) · GY | Steve Corkin (NZL) · V | kiesett           | kiesett           |                   | 9.       |

## Ökölvívás
| Versenyző                   | Versenyszám     | Selejtező                                     | Nyolcaddöntő              | Negyeddöntő                      | Elődöntő          | Döntő             | Helyezés |
| Versenyző                   | Versenyszám     | Ellenfél Eredmény                             | Ellenfél Eredmény         | Ellenfél Eredmény                | Ellenfél Eredmény | Ellenfél Eredmény | Helyezés |
| --------------------------- | --------------- | --------------------------------------------- | ------------------------- | -------------------------------- | ----------------- | ----------------- | -------- |
| Babak Moghimi               | Kisváltósúly    | Radoszlav Szuszlekov (BUL) · 11–3             | Gerry Legras (SEY) · 16–7 | Bolat Nyijazimbetov (KAZ) · 8–13 | kiesett           | kiesett           | 6.       |
| Korosh Malaie Saefid Dashti | Középsúly       | Rhoshii Wells (USA) · 7–24                    | kiesett                   | kiesett                          | kiesett           | kiesett           | 17.      |
| Ayoub Pourtaghi Ghoushchi   | Félnehézsúly    | Jean-Louis Mandengue (FRA) · 9–21             | kiesett                   | kiesett                          | kiesett           | kiesett           | 17.      |
| Mohamed Reza Samadi         | Szupernehézsúly | Duncan Dokiwari (NGR) · sérülés miatt feladta | kiesett                   | kiesett                          | kiesett           | kiesett           | 17.      |

## Sportlövészet
Női
| Versenyző    | Versenyszám | Selejtező | Selejtező | Döntő   | Döntő    |
| Versenyző    | Versenyszám | Pont      | Helyezés  | Pont    | Helyezés |
| ------------ | ----------- | --------- | --------- | ------- | -------- |
| Lida Fariman | Légpuska    | 379       | 46.       | kiesett | kiesett  |

## Úszás
Férfi
| Versenyző        | Versenyszám  | Előfutam | Előfutam | Előfutam | Döntő   | Döntő   | Döntő   | Helyezés |
| Versenyző        | Versenyszám  | Idő      | Hely.    | Össz.    | Típus   | Idő     | Hely.   | Helyezés |
| ---------------- | ------------ | -------- | -------- | -------- | ------- | ------- | ------- | -------- |
| Hamid Reza Khani | 1500 m gyors | 17:22,86 | 2.       | 33.      | kiesett | kiesett | kiesett | kiesett  |